# Schulverein
Der Begriff Schulverein hat mehrere verschiedene Bedeutungen.

## Organ des Schulträgers
Bevor in Deutschland flächendeckend politische Kommunen oder Kommunalverbände Schulträger wurden, bildeten die Schulträger (in der Regel die zuständige kirchliche Gemeinde zusammen mit der politischen Gemeinde) Schulvereine, aus deren Mitte die Mitglieder des Schulvorstands ernannt bzw. gewählt wurden. Solche Schulvereine gibt es heute noch bei deutschen Schulen im Ausland. Umgekehrt betreiben Schulvereine wie der „Dänische Schulverein für Südschleswig“ als Schulträger Schulen für Menschen ihrer Ethnie oder Staatsangehörigkeit in Deutschland. Schulvereine in der Funktion von Trägervereinen gibt es ferner bei Schulen in privater Trägerschaft. Sie sind dafür verantwortlich, dass Entscheidungen dem „Geist der Schule“ gemäß getroffen werden.

## Instrument des Sozialstaats
Institutionen wie der Hamburger Schulverein von 1875 e. V. sehen es als ihre Aufgabe an, Kindern aus finanzschwachen Familien (hier: mit Wohnsitz im Land Hamburg) den Aufenthalt in einer „Freiluftschule“ oder Kinderkuren zu ermöglichen. Der „Hamburger Schulverein“ ist auch Träger von Schulhorten an Hamburger Schulen.

## Förderung von Schülern, die ethnischen Minderheiten angehören
Bis 1938 gab es den Deutschen Schulverein, der Schulen für deutsche Volkszugehörige in denjenigen Gebieten Österreichs in den Grenzen bis 1918 betrieb, in denen Nicht-Deutsche die Bevölkerungsmehrheit bildeten. 
Der 1881 gegründete „Deutschschweizerische Schulverein“ bezahlte lange Jahre den Deutschunterricht in Bosco/Gurin, der einzigen deutschsprachigen Gemeinde im sonst italienischsprachigen Schweizer Kanton Tessin.
Dem „Sorbischen Schulverein“ geht es um die Förderung der Belange der Sorben in der Lausitz und um die Förderung der sorbischen Sprache und Kultur in den Schulen. Der Verein ist Träger mehrerer Kindertagesstätten und betreibt Kulturlobbyismus.
Der „Polnische Schulverein ‚OŚWIATA‘ in Berlin e. V.“ setzt sich für die Belange polnischer Schüler an Schulen in Berlin ein, vor allem für den Unterricht in polnischer Sprache.